# Adelognathus acantholydae
Adelognathus acantholydae là một loài tò vò trong họ Ichneumonidae.